# 成田亨
成田亨（日语：／ Narita Tōru，1929年9月3日—2002年2月26日），是一位日本概念設計師、雕塑家、藝術家，以創造圓谷製作1960年代超人力霸王系列的角色和美術設計而聞名，包括《超異象之謎》、《超人力霸王》和《超人七號》。

## 經歷
成田於1929年9月3日出生於神戶市。在他出生後不久，他和家人搬到了青森縣。漫畫家成田美名子是他表弟的女兒。
成田從舊青森縣立青森中學（現青森縣立青森高中）畢業時，為了省錢從事印刷工作，後在1950年進入武藏野美術學校（現武藏野美術大學）就讀。起初主修西畫，但對課程不滿意轉入雕塑系。
1954年，在藝術學校畢業後，受朋友邀請參與怪獸電影《哥吉拉》的特效製作，負責創造了被哥吉拉摧毀的建築物的微縮模型。此後，他作為美術人員參與了各電影公司的特攝工作。1955年雕塑作品入選第十九屆新作品展。
1965年春季開始，他成為圓谷製作的合同僱員，並從特攝電視劇《超異象之謎》（1966年、TBS）第二季開始擔任該劇的藝術總監。並為接檔的《超人力霸王》（1966年、TBS）及《超人七號》、和《MJ萬能號》（1968年、富士電視台）擔任劇中的宇宙人、怪獸及機械設計，奠基了超人力霸王系列的生物設計的基礎與準則。
在1968年於圓谷製作離職後，成田成為一名自由藝術家，參與了電影和電影的製作，包括《新幹線大爆破》、《麻雀放浪記》等作。他一生都在創作和展出他的油畫和雕塑，包括位於京都福知市的公共藝術作品《惡魔紀念碑》以及安裝在1970年世界博覽會太陽之塔內的「生命之樹」建築。此外，成田的作品還被收錄在紐約市日本協會的“小男孩：日本爆發的亞文化藝術展”中展出了他的畫作。
成田於2002年2月26日因多發性腦梗塞去世，享壽72歲。
2015年，青森縣立美術館舉辦成田亨的大型回顧展，展出了他的 700 件作品，目前成田的怪獸設計版畫被青森縣立美術館、富山縣立近代美術館永久收藏。

## 作品

### 電影
- 哥吉拉（東寶、1954年）-特效製作[10]
- 哥吉拉的逆襲（東寶、1955 年）-特效製作[10]
- 獸人雪男（東寶、1955年）
- 白夫人的妖恋（東寶/秀兄弟、1956年）
- 空中大怪獸拉頓（東寶、1956年）
- 地球防衛軍（東寶、1957年）
- 大怪獸巴朗（東寶、1958年）
- 野獸必須死（日语：野獣死すべし）（東寶、1959年）
- 孫悟空(1959年電影)（日语：孫悟空_(1959年の映画)）（東寶、1959年）
- 鉄腕投手_稲尾物語故事（日语：鉄腕投手_稲尾物語故事）（東寶、1959年）
- 潛艇I-57號不投降（東寶、1959年）
- 日本誕生（東寶、1959年）
- 宇宙大戰爭（東寶、1959年）
- 太平洋之嵐（東寶、1960年）
- 第三時世界大戦 四十一時間的恐怖（第二東映, 1960年)
- 宇宙快速船（新東映、1961 年）
- 越後筒石親不知（日语：越後つついし親不知）(東映、1963年)
- 科學怪人的怪獸_山達對蓋拉（東寶、1966年）-怪獸山達和蓋拉的設計[11]
- 海底大戦争（日语：海底大戦争）(東映/ラムフィルム、 1966年) *以武庫透的名義
- 戰爭與人間（日活、1970年-1971年）
- *樺太1945年夏_氷雪の門（日语：*樺太1945年夏_氷雪の門）　(JМP、1974年)-特效總監
- 新幹線大爆破（東映、1975年）
- 卡車野郎系列  (東映、1976年-1978年、部分未署名) [12][13][14]
- 留下這個孩子（日语：この子を残して）（松竹、1983年）
- 麻雀放浪記（日语：麻雀放浪記#映画_麻雀放浪記）（東映、1984年）
- 飛女刑事（東映、1987年）
- 新·超人力霸王（圓谷製作、東寶、Khara、2022年）- 超人力霸王、禍威獸、外星人原始造型設計[15]

### 電視劇
- 国立少年（朝日電視台、東映，1960年）
- 零式戰鬥機（富士電視台、國際放映（日语：国際放映），1964年）
- 行線乾預的間諜世界（TBS電影部門、1965年）
- 超異象之謎(TBS 、圓谷製作 、1966年)
- 超人力霸王（TBS、圓谷製作，1966-1967年）
- 超人七號（TBS、圓谷製作，1967-1968年）
- MJ萬能號（富士電視台、圓谷製作、1968年）
- 雷电侠（日本電視台、Hiromi Productions、創通，1972 年）
- 突擊!Human!!（日本電視網，工業映画（日语：ユニオン映画），1972年）
- 飛碟戰爭巴基特（日语：円盤戦争バンキッド）（日本電視網、東寶、讀賣廣告社、1976-1977年）

### 未拍攝作品
- 飛行戰艦（東寶，1966）
- 流浪的瑪雅拉（モ・ブル，大約 1970 年代）
- Uジン（モ・ブル，1970年代-1980年代初）
- 世紀末大戦MU -ムウ-（Sunrise，1989年）
- NEXT（萬代視覺，1992-1995年）

### 棄案
- 超人力霸王葛雷（圓谷製作，1989年）- 超人力霸王神變 設計

## 作品集、著書
- 成田亨画集 ウルトラ怪獣デザイン編（朝日ソノラマ、1983年）
- 成田亨画集 メカニック編（朝日ソノラマ、1984年）
- モンスター大図鑑 ゲーム・アーツ編著（弓立社、1986年）
- 特撮と怪獣 わが造形美術 滝沢一穂（日语：滝沢一穂）編（フィルムアート社、1996年）
- 特撮美術（フィルムアート社、1996年）
- 眞実 ある芸術家の希望と絶望（成田亨遺稿集製作委員會、2003年9月3日）
- 成田亨の世界 工藤健志 成田流里監修（田川市美術館、2005年）
- 怪獣と美術 成田亨の造形芸術とその後の怪獣美術（東京新聞、2007年）
- 成田亨作品集（羽鳥書店、2014年）
- 成田亨画集［復刻版］BOX（復刊.com、2018年、上記『成田亨画集』2冊復刻版）

## 外部連結
- 成田亨と特撮美術（webマガジントルネードベース内） （页面存档备份，存于）
- 成田亨さんの仕事 （页面存档备份，存于）
- 福知山市オフィシャルホームページ～鬼伝説の里「大江」　晩年の作品「鬼のモニュメント」の紹介 （页面存档备份，存于）
- 成田亨所蔵作品リスト | 青森県立美術館 （页面存档备份，存于）
- 成田亨在互联网电影资料库（IMDb）上的資料（英文）